# 植物プランクトン

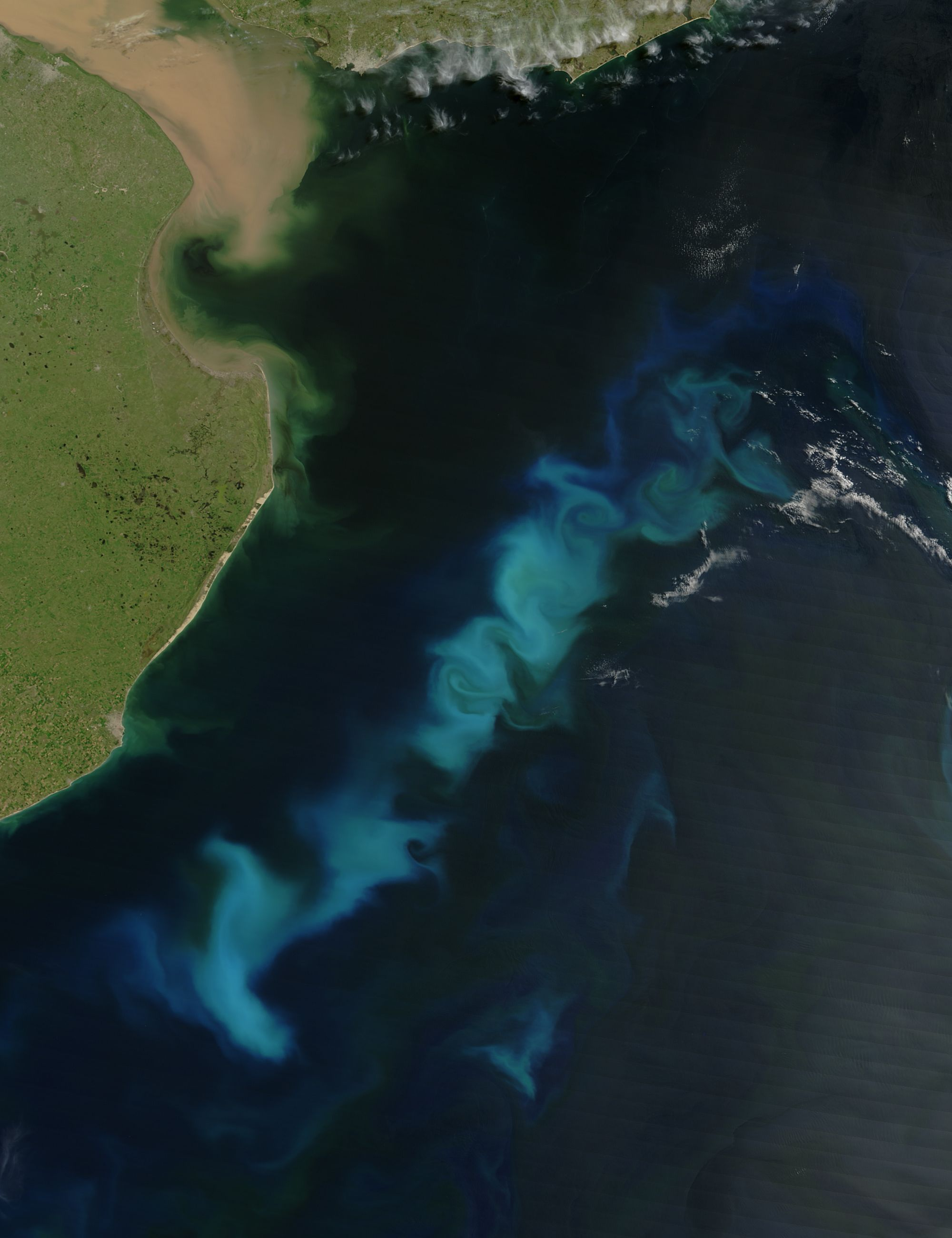
南大西洋に発生した大量の植物プランクトン（水の華）（2006年2月15日）

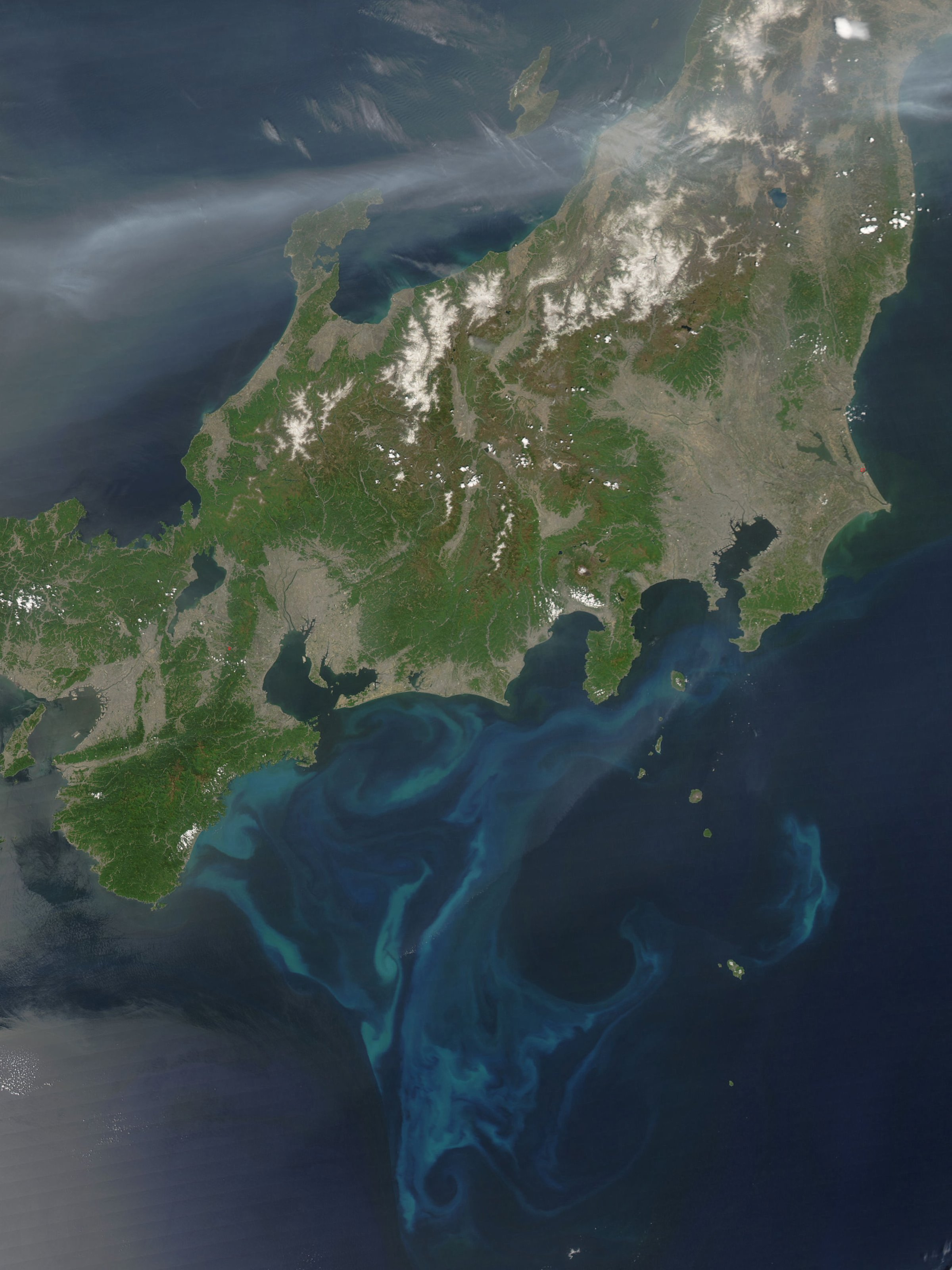
太平洋の日本付近に発生した水の華（2005年5月4日）

植物プランクトン（しょくぶつプランクトン、Phytoplankton）とは、プランクトンのうち独立栄養生物の総称である。ギリシャ語でphytonは植物、πλαγκτος は漂流者を意味する。多くの植物プランクトンは小さすぎて裸眼で個体を識別することはできない。しかし十分多くの数が集まれば、その葉緑素によって水全体が緑色に染まって見える。

## 生態
植物プランクトンは光合成によってエネルギーを生産し、有光層と呼ばれる海や湖の水面で生活する。光合成を通じ、植物プランクトンは二酸化炭素を「食べて」、酸素を生成する。地球上の酸素の維持に大きな役割を果たし、植物全体の酸素生産量のおよそ半分を担っている。植物プランクトンの固定した二酸化炭素は、海水中や淡水中の食物連鎖の基礎になっている。鎖の数が少ないという意味において、海中で最も注目に値する食物連鎖の1つは、植物プランクトンがオキアミに食べられ、それをヒゲクジラが食べるというものである。
海洋の場合、海洋生物の基礎生産を担う植物プランクトンと透明度は負の相関がある。つまり、基礎生産の高い（水産資源量の多い）海は、植物プランクトンが多いことにより緑色等に着色した海であり、透明度は低い海である。
海藻との関係
一般に植物プランクトンの増殖と海藻類の増殖は競合する。比較的流れが穏やかで栄養塩が十分ある場合、植物プランクトンが繁殖しやすい。また、表層で植物プランクトンが繁殖した場合は透明度が低下し、海底等に生息する海藻類が光合成できなくなる。流れが速く栄養塩が不足しがちな（植物プランクトン濃度が低い）場合は海藻が繁殖しやすい状況と考えられている。
摂取栄養
一般に植物プランクトンの分布は栄養塩の分布にも影響をうける。栄養塩のうち溶存無機態のもの、硝酸塩、リン酸塩、ケイ酸、微量金属元素などが必要であり、この分布は陸からの流入や雨、海洋深層水等の底層水の湧昇、生物ポンプ等の影響による。
南極海などのHNLC海域では鉄の不足がある。。一般に、植物プランクトンが体内に取り込む栄養素（レッドフィールド比）は、元素比で、Ｏ：Ｃ：Ｎ：Si：Ｐ：Fe ＝ 212：106：16：15：1：0.001 である。光合成に伴い酸素と炭素は二酸化炭素や水から吸収する。また、ケイ素は海水には豊富（溶存珪酸塩（SiOH4）約2mg/l）にある。このため、植物プランクトンの繁殖にとって、窒素やリンや鉄等が海水中に不足しやすい。人為的な影響として、様々な排水の流入が大きな影響を与える場合があり、時に植物プランクトンの大発生を促し、そのために透明度が著しく失われることを、赤潮やアオコなどと言う。
植物プランクトンは、珪藻と渦鞭毛藻が代表的である。珪藻のレッドフィールド比は、C：N：Si：P = 106：16：16~50：1 であり、珪素（Si）が必要である。ほとんどの植物プランクトンは光合成生物であるが、混合栄養性のものや色素を持たない従属栄養性のものもいる。従属栄養性のものはしばしば動物プランクトンとみなされ、そのなかでもよく知られているのがヤコウチュウやディノフィシス属の渦鞭毛藻である。これらの生物は他の生物やデトリタスを摂取することで炭素を取り入れる。

## 分類

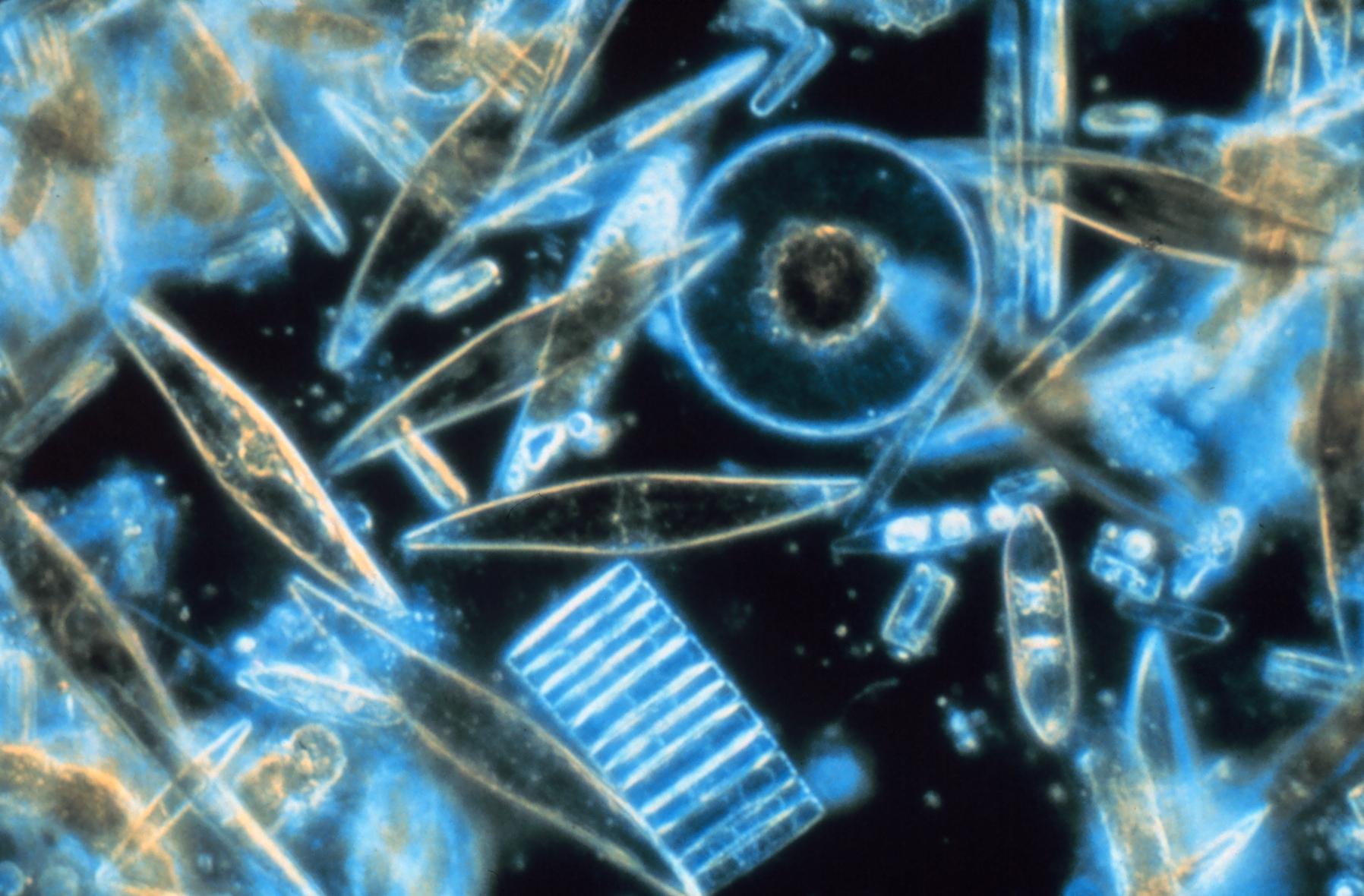
珪藻

植物プランクトンには光合成を行う微生物が全て含まれる。植物プランクトンは水中の食物連鎖の基礎になるという生態学的に重要な役割がある。しかし地上生態系の植物と違って、分類学上の植物プランクトンは多岐にわたり、真核生物の原生生物、原核生物の真正細菌、古細菌が含まれる。海中にはおよそ5000種の植物プランクトンがいると言われている。競争する資源が限られる中で、どのようにこんなに多様性を持って進化してきたのかは良く分かっていない。
数の上で、最も重要な分類は珪藻、藍藻、渦鞭毛藻やその他の藻類の仲間である。この中の1つ、円石藻はかつて大気中に大量のジメチルスルフィドを放出した。ジメチルスルフィドは硫黄に変わり、雲凝結核となって雲を作った。サルガッソ海や太平洋亜熱帯循環などの貧栄養な海域では、植物プランクトンの多くをピコプランクトンが占める。